# Ancylonotopsis girardi
Ancylonotopsis girardi är en skalbaggsart som beskrevs av Stefan von Breuning och Teocchi 1977. Ancylonotopsis girardi ingår i släktet Ancylonotopsis och familjen långhorningar. Inga underarter finns listade i Catalogue of Life.